# Leonardo Navarro
José Leonardo Navarro Galíndez  foi um futebolista mexicano que atuava como atacante.

## Carreira
Leonardo Navarro fez parte do elenco da Seleção Mexicana de Futebol, na Copa de 1950 e 1954.